# Fontaine des Carmes (Quintin)
Pour les articles homonymes, voir Fontaine des Carmes.
La fontaine des Carmes est située à Quintin en France.

## Localisation
La fontaine est située sur le territoire de la commune de Quintin, dans le département des Côtes-d'Armor en région Bretagne.

## Description
En 1619, les Carmes s'installent à Quintin, construisant une église et un couvent, bâtiments ayant disparu après leur vente comme biens nationaux à la Révolution. Dans la jardin subsiste un ensemble en granit de trois bassins et une fontaine. La fontaine se compose d'un pignon de granit surmonté d'un port et ouvert d'une niche dans laquelle arrive l'eau. L'ouvrage est suivi d'une succession de bassins qu'il alimente en eau, l'écoulement s'effectuant par un système gravitaire.

## Historique
La fontaine est classée au titre des monuments historiques par arrêté du 2 mars 1981.

## Galerie

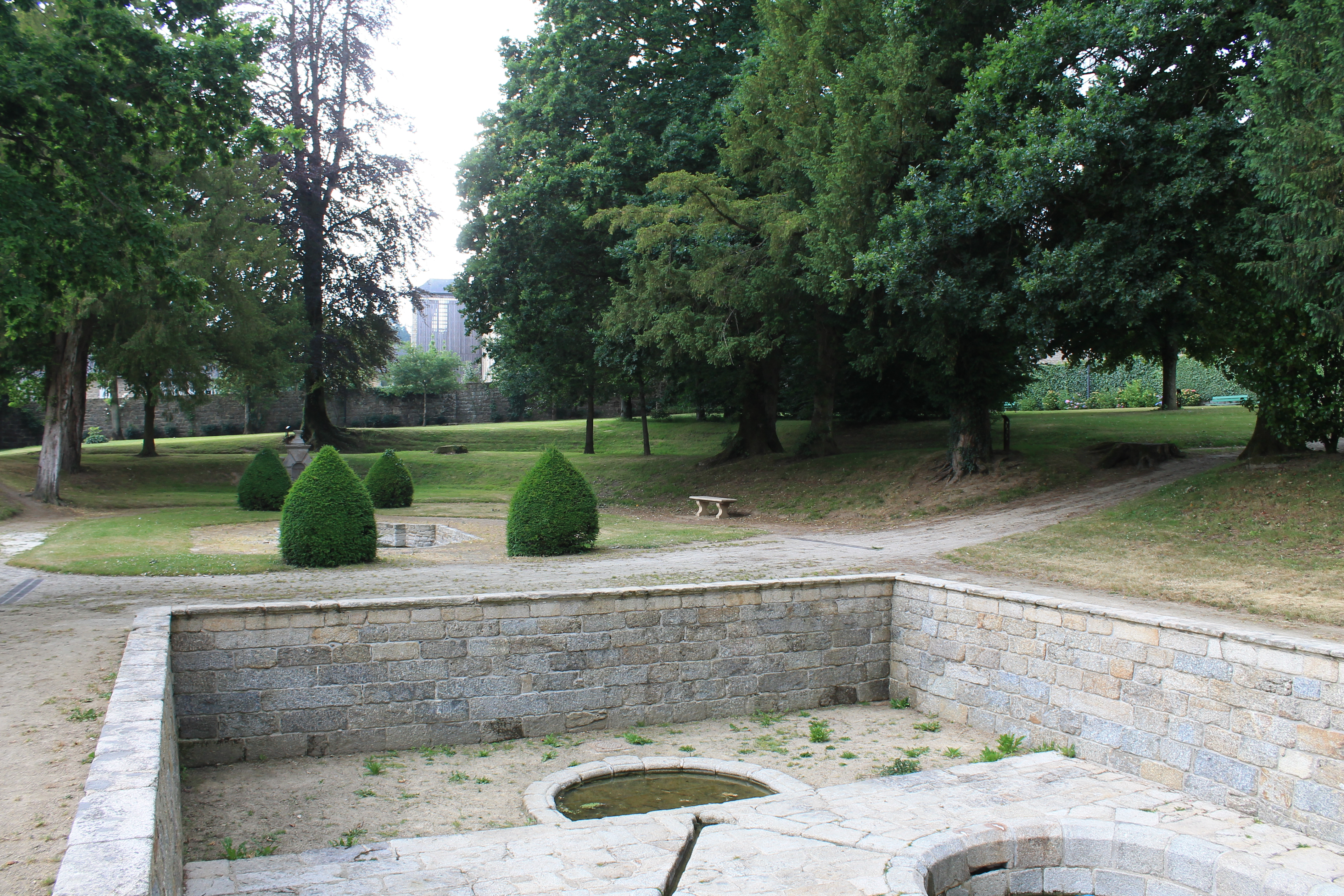
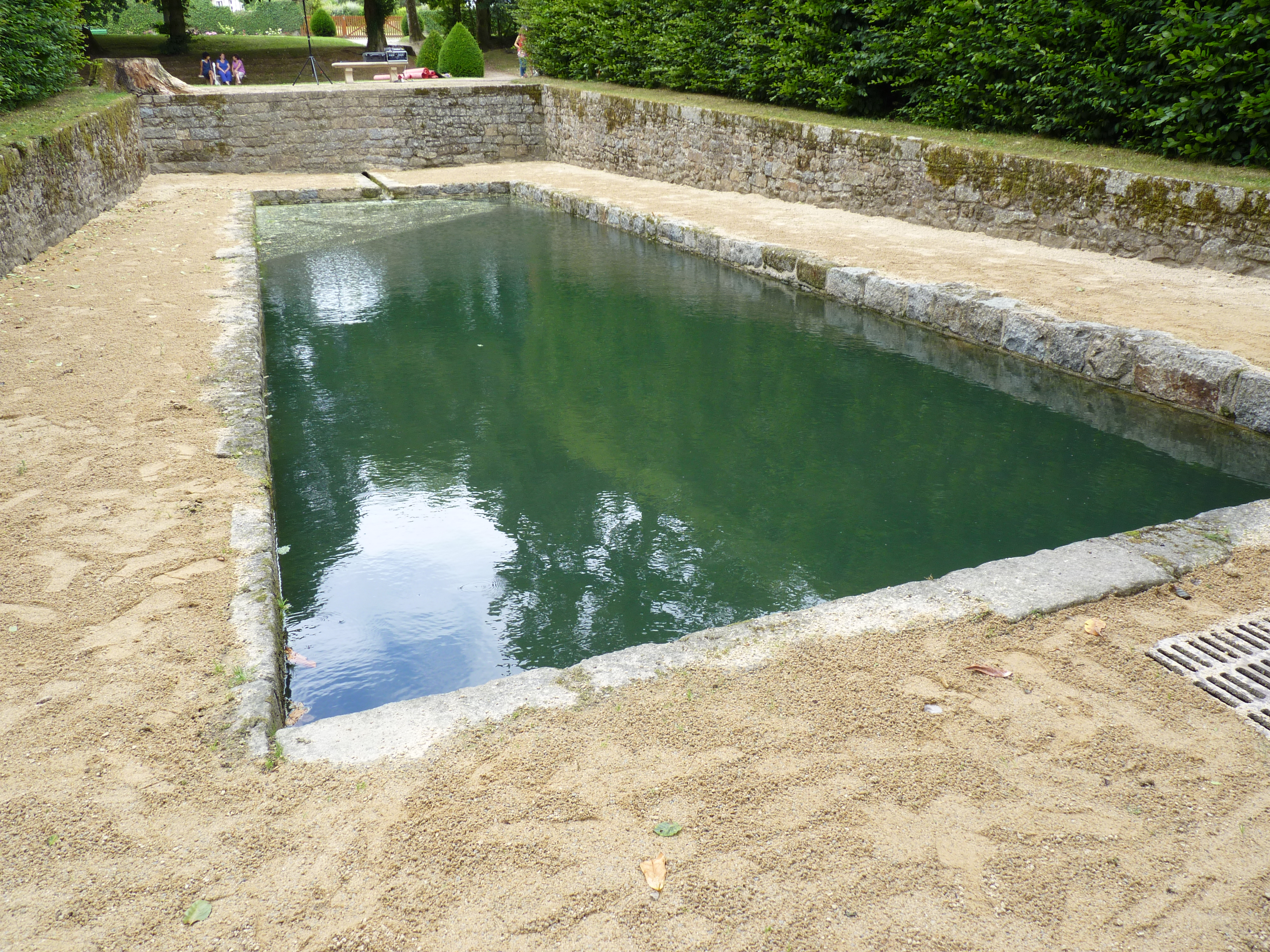
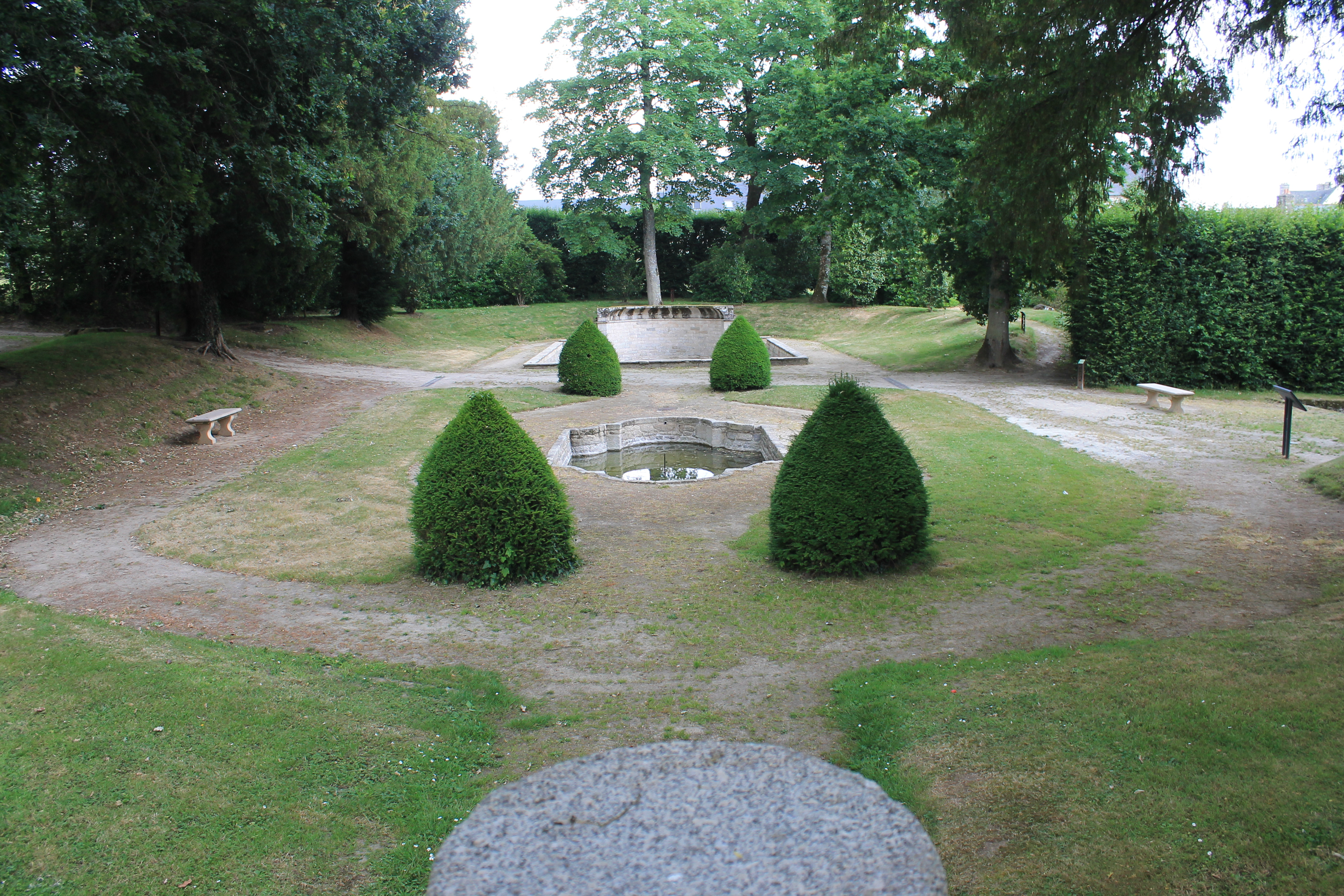
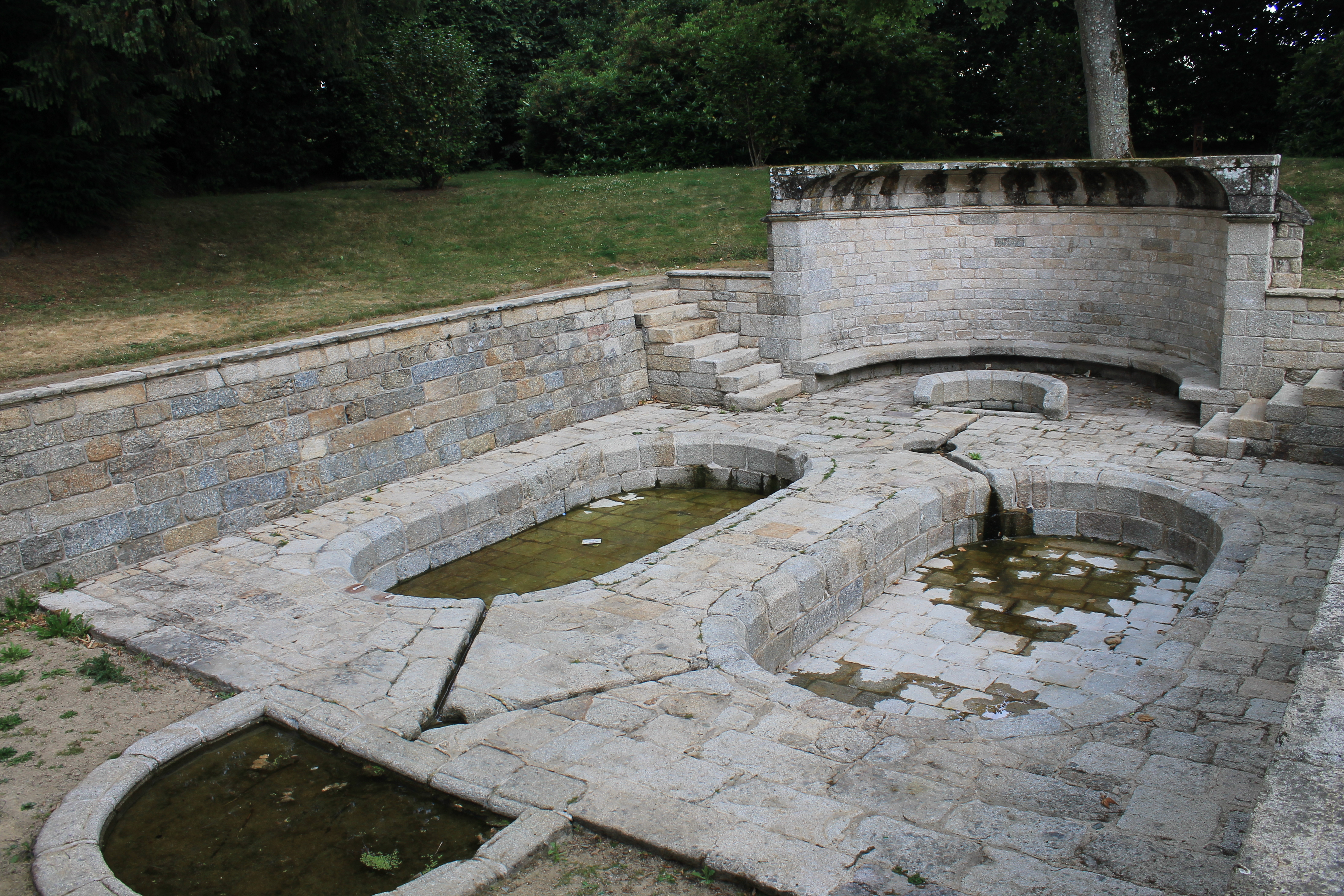